# Terzina di primi
In matematica, una terzina di primi è una disposizione di tre numeri primi della forma (p, p + 2, p + 6) o (p, p + 4, p + 6). Con l'eccezione di (2, 3, 5) e (3, 5, 7), questo è il più vicino possibile raggruppamento di tre numeri primi, dato che fra tre numeri dispari consecutivi ve n'è sempre uno che è divisibile per 3, e quindi non primo (a meno che non sia appunto uguale a 3).
Le prime terzine di primi sono (sequenza A098420 dell'OEIS):
(5, 7, 11), (7, 11, 13), (11, 13, 17), (13, 17, 19), (17, 19, 23), (37, 41, 43), (41, 43, 47), (67, 71, 73), (97, 101, 103), (101, 103, 107), (103, 107, 109), (107, 109, 113), (191, 193, 197), (193, 197, 199), (223, 227, 229), (227, 229, 233), (277, 281, 283), (307, 311, 313), (311, 313, 317), (347, 349, 353), (457, 461, 463), (461, 463, 467), (613, 617, 619), (641, 643, 647), (821, 823, 827), (823, 827, 829), (853, 857, 859), (857, 859, 863), (877, 881, 883), (881, 883, 887)
Una terzina di primi contiene una coppia di primi gemelli (p e p + 2, o p + 4 e p + 6), una coppia di primi cugini (p e p + 4, o p + 2 e p + 6) e una coppia di primi sexy (p e p + 6).
Lo stesso numero primo può far parte al massimo di tre terzine di primi - per esempio, 103 è un membro di (97, 101, 103), (101, 103, 107) e (103, 107, 109). Quando succede, i cinque numeri primi interessati vanno a formare una quintupla di primi.
In modo analogo alla congettura dei primi gemelli, si congettura che ci siano infinite terzine di primi. Attualmente (Marzo 2010), la più grande terzina di primi contiene numeri primi di 10047 cifre. Essa è la prima terzina di primi giganteschi conosciuta; è stata trovata nel 2008 da Norman Luhn e François Morain, ed è formata dai primi (p, p + 2, p + 6) con p = 2072644824759 × 233333 − 1.